# ألفونسو مورينو موران
ألفونسو مورينو موران (بالإسبانية: Alfonso Moreno Morán)‏ هو سياسي مكسيكي، ولد في 21 يناير 1950 في ليون في المكسيك. حزبياً، نشط في حزب العمل الوطني. وقد انتخب عضو مجلس النواب المكسيك.